# David Seaman
David Andrew Seaman MBE, (Rotherham, 19 de setembro de 1963), é um ex-futebolista inglês que atuava como goleiro/guarda-redes.
Seaman jogou por vários clubes, dentre os quais, como mais notável o Arsenal. Aposentou-se na data de 13 de janeiro de 2004, seguindo recuperação de uma lesão no ombro. Seaman foi condecorado como MBE em 1997 por serviços prestados ao esporte nacional. É considerado um dos melhores goleiros da história do futebol inglês.
Atualmente, Seaman trabalha como treinador de goleiros do Wembley FC.

## Carreira
Seaman iniciou a carreira em 1981, no Leeds United, mas não chegou a realizar nenhuma partida oficial pela equipe. A estreia oficial do goleiro foi com a camisa do Peterborough United, que o contratou por apenas 4 mil libras em 1982. Até 1984, foram 91 jogos disputados, e suas atuações chamaram a atenção do Birmingham City, que pagou 100 mil libras pelo goleiro em outubro do mesmo ano. A equipe azul e branca de Birmingham foi rebaixada na temporada 1985-86 e Seaman preferiu não continuar no elenco que disputaria a segunda divisão.

## Queens Park Rangers
Em agosto de 1986, Seaman foi contratado pelo Queens Park Rangers por 225 mil libras. Embora não tenha conquistado nenhum título pelos Hoopers, as atuações do goleiro o levaram à Seleção Inglesa em 1988.

## O auge no Arsenal
Seaman deixou o Q.P.R. em 1990 e assinou com o Arsenal, que pagou 1,3 milhão de libras (até então, recorde nacional de transferência para um goleiro) por ele, que substituiria John Lukic.
Nos 13 anos em que defendeu os Gunners, foram 13 títulos, incluindo três Premier League (1991, 1998 e 2002), três FA Charity Shield (1998, 1999 e 2002), quatro FA Cup's (1993, 1998, 2002 e 2003), a Copa da Liga em 1993 e a Taça dos Clubes Vencedores de Taças em 1994. Deixou o Arsenal em 2003, não sem antes fazer uma de suas defesas mais espetaculares: contra o Sheffield United, pela semifinal da FA Cup, o goleiro, aos 39 anos de idade, salvou uma finalização certeira do canadense Paul Peschisolido. Peter Schmeichel, que trabalhava de comentarista na BBC, definiu a defesa como "a mais espetacular que jamais viu".

## Manchester City e final de carreira
Assinou com o Manchester City na janela de transferências de verão em 2003, mas uma lesão no ombro fez com que o goleiro, aos 40 anos, atuasse em poucas partidas (26, entre Premier League, FA Cup e Copa da UEFA) e optasse pela aposentadoria em janeiro de 2004. O último ato de Seaman foi definir seu substituto, David James.

## Seleção nacional
Em sua carreira na Seleção Inglesa, que inclui ainda passagens pelas equipes sub-21 e B, Seaman estreou em novembro de 1988, contra a Arábia Saudita.
Chegou a ser convocado para integrar o elenco que disputaria a Copa de 1990, como terceiro goleiro, mas uma lesão impediu que Seaman viajasse à Itália, tendo sua vaga herdada por Dave Beasant. Ele também acabou preterido para a disputa da Eurocopa de 1992.
Disputou as Copas de 1998 e 2002 (esta última aos 38 anos, sendo o jogador mais velho do English Team e o segundo mais velho, atrás apenas do dinamarquês Jan Heintze), e as Eurocopas de 1996 e 2000. Na Copa de 2002, foi criticado por uma suposta falha no gol de Ronaldinho Gaúcho, admitida pelo veterano goleiro. Ele despediu-se do English Team em setembro, contra a Macedônia, sendo novamente alvo de críticas pela imprensa inglesa, graças a uma falha no gol olímpico de Artim Sakiri.

## Títulos
Arsenal
- Premier League: 1990/91, 1997/98 e 2001–02
- FA Cup: 1993/94, 1998/99 e 2001/02
- FA Charity Shield: 1998, 1999 e 2002
- Rumbelows Cup*: 1993
- Taça dos Clubes Vencedores de Taças:1993-94

- Atual Carling Cup